# 25. korpus (Avstro-Ogrska)
25. korpus je bil korpus avstro-ogrske skupne vojske, ki je bil aktiven med prvo svetovno vojno.

## Poveljstvo
Poveljniki
- Peter von Hofmann: februar 1917 - november 1918

Načelniki štaba
- Rudolf Pawlowsky: februar - april 1917
- Ottokar Ferjentsik: april 1917 - marec 1918
- Koloman Horváth: marec - november 1918